# Critics Choice Television Award de Melhor Ator Secundário em Série de Comédia
O Critics' Choice Television Award de Melhor Ator Coadjuvante (ou Secundário) em Série de Comédia é uma das categorias de premiação apresentadas anualmente pelo Prêmios Critics' Choice Television (BTJA) para reconhecer o trabalho realizado por atores de televisão.

## Vencedores e indicados

### Década de 2010
| Ano      | Ator                   | Série                     | Personagem                    | Rede        |
| -------- | ---------------------- | ------------------------- | ----------------------------- | ----------- |
| 2011     | Neil Patrick Harris    | How I Met Your Mother     | Barney Stinson                | CBS         |
| 2011     | Ty Burrell             | Modern Family             | Phil Dunphy                   | ABC         |
| 2011     | Ed O'Neill             | Modern Family             | Jay Pritchett                 | ABC         |
| 2011     | Eric Stonestreet       | Modern Family             | Cameron Tucker                | ABC         |
| 2011     | Nick Offerman          | Parks and Recreation      | Ron Swanson                   | NBC         |
| 2011     | Danny Pudi             | Community                 | Abed Nadir                    | NBC         |
| 2012     | Ty Burrell             | Modern Family             | Phil Dunphy                   | ABC         |
| 2012     | Max Greenfield         | New Girl                  | Schmidt                       | Fox         |
| 2012     | Nick Offerman          | Parks and Recreation      | Ron Swanson                   | NBC         |
| 2012     | Danny Pudi             | Community                 | Abed Nadir                    | NBC         |
| 2012     | Jim Rash               | Community                 | Dean Craig Pelton             | NBC         |
| 2012     | Damon Wayans, Jr.      | Happy Endings             | Brad Williams                 | ABC         |
| 2013     | Simon Helberg          | The Big Bang Theory       | Howard Wolowitz               | CBS         |
| 2013     | Max Greenfield         | New Girl                  | Schmidt                       | Fox         |
| 2013     | Alex Karpovsky         | Girls                     | Ray Ploshansky                | HBO         |
| 2013     | Adam Pally             | Happy Endings             | Max Blum                      | ABC         |
| 2013     | Chris Pratt            | Parks and Recreation      | Andy Dwyer                    | NBC         |
| 2013     | Danny Pudi             | Community                 | Abed Nadir                    | NBC         |
| 2014     | Andre Braugher         | Brooklyn Nine-Nine        | Capitão Ray Holt              | Fox         |
| 2014     | Keith David            | Enlisted                  | Sargento Donald Cody          | Fox         |
| 2014     | Tony Hale              | Veep                      | Gary Walsh                    | HBO         |
| 2014     | Christopher Evan Welch | Silicon Valley            | Peter Gregory                 | HBO         |
| 2014     | Albert Tsai            | Trophy Wife               | Bert Harrison                 | ABC         |
| 2014     | Jeremy Allen White     | Shameless                 | Philip "Lip" Gallagher        | Showtime    |
| 2015     | T. J. Miller           | Silicon Valley            | Erlich Bachman                | HBO         |
| 2015     | Tituss Burgess         | Unbreakable Kimmy Schmidt | Titus Andromedon              | Netflix     |
| 2015     | Jaime Camil            | Jane the Virgin           | Rogelio de la Vega            | The CW      |
| 2015     | Adam Driver            | Girls                     | Adam Sackler                  | HBO         |
| 2015     | Tony Hale              | Veep                      | Gary Walsh                    | HBO         |
| 2015     | Cameron Monaghan       | Shameless                 | Ian Gallagher                 | Showtime    |
| 2016 (1) | Andre Braugher         | Brooklyn Nine-Nine        | Capitão Ray Holt              | Fox         |
| 2016 (1) | Jaime Camil            | Jane the Virgin           | Rogelio de la Vega            | The CW      |
| 2016 (1) | Jay Duplass            | Transparent               | Josh Pfefferman               | Prime Video |
| 2016 (1) | Neil Flynn             | The Middle                | Mike Heck, Jr.                | ABC         |
| 2016 (1) | Keegan-Michael Key     | Playing House             | Mark Rodriguez                | USA Network |
| 2016 (1) | Mel Rodriguez          | Getting On                | Patsy De La Serda             | HBO         |
| 2016 (2) | Louie Anderson         | Baskets                   | Christine Baskets             | FX          |
| 2016 (2) | Andre Braugher         | Brooklyn Nine-Nine        | Capitão Ray Holt              | Fox         |
| 2016 (2) | Tituss Burgess         | Unbreakable Kimmy Schmidt | Titus Andromedon              | Netflix     |
| 2016 (2) | Ty Burrell             | Modern Family             | Phil Dunphy                   | ABC         |
| 2016 (2) | Tony Hale              | Veep                      | Gary Walsh                    | HBO         |
| 2016 (2) | T.J. Miller            | Silicon Valley            | Erlich Bachman                | HBO         |
| 2018     | Walton Goggins         | Vice Principals           | Lee Russell                   | HBO         |
| 2018     | Tituss Burgess         | Unbreakable Kimmy Schmidt | Titus Andromedon              | Netflix     |
| 2018     | Sean Hayes             | Will & Grace              | Jack McFarland                | NBC         |
| 2018     | Marc Maron             | GLOW                      | Sam Sylvia                    | Netflix     |
| 2018     | Kumail Nanjiani        | Silicon Valley            | Dinesh Chugtai                | HBO         |
| 2018     | Ed O'Neill             | Modern Family             | Jay Pritchett                 | ABC         |
| 2019     | Henry Winkler          | Barry                     | Gene Cousineau                | HBO         |
| 2019     | William Jackson Harper | The Good Place            | Chidi Anagonye                | NBC         |
| 2019     | Sean Hayes             | Will & Grace              | Jack McFarland                | NBC         |
| 2019     | Brian Tyree Henry      | Atlanta                   | Alfred "Paper Boi" Miles      | FX          |
| 2019     | Nico Santos            | Superstore                | Mateo Fernando Aquino Liwanag | NBC         |
| 2019     | Tony Shalhoub          | The Marvelous Mrs. Maisel | Abraham "Abe" Weissman        | Prime Video |

### Década de 2020
| Ano  | Ator                   | Série                         | Personagem                    | Rede        |
| ---- | ---------------------- | ----------------------------- | ----------------------------- | ----------- |
| 2020 | Andrew Scott           | Fleabag                       | O Padre                       | Prime Video |
| 2020 | Dan Levy               | Schitt's Creek                | David Rose                    | Pop         |
| 2020 | Andre Braugher         | Brooklyn Nine-Nine            | Capitão Ray Holt              | NBC         |
| 2020 | William Jackson Harper | The Good Place                | Chidi Anagonye                | NBC         |
| 2020 | Nico Santos            | Superstore                    | Mateo Fernando Aquino Liwanag | NBC         |
| 2020 | Anthony Carrigan       | Barry                         | NoHo Hank                     | HBO         |
| 2020 | Henry Winkler          | Barry                         | Gene Cousineau                | HBO         |
| 2021 | Dan Levy               | Schitt's Creek                | David Rose                    | Pop         |
| 2021 | William Fichtner       | Mom                           | Adam Janikowski               | CBS         |
| 2021 | Harvey Guillén         | What We Do in the Shadows     | Guillermo De la Cruz          | FX          |
| 2021 | Alex Newell            | Zoey's Extraordinary Playlist | Mo                            | NBC         |
| 2021 | Mark Proksch           | What We Do in the Shadows     | Colin Robinson                | FX          |
| 2021 | Andrew Rannells        | Black Monday                  | Blair Pfaff                   | Showtime    |
| 2022 | Brett Goldstein        | Ted Lasso                     | Roy Kent                      | Apple TV+   |
| 2022 | Ncuti Gatwa            | Sex Education                 | Eric Effiong                  | Netflix     |
| 2022 | Harvey Guillén         | What We Do in the Shadows     | Guillermo de la Cruz          | FX          |
| 2022 | Brandon Scott Jones    | Ghosts                        | Capitão Isaac Higgintoot      | CBS         |
| 2022 | Ray Romano             | Made for Love                 | Herbert Green                 | HBO Max     |
| 2022 | Bowen Yang             | Saturday Night Live           | vários personagens            | NBC         |
| 2023 | Henry Winkler          | Barry                         | Gene Cousineau                | HBO         |
| 2023 | Brandon Scott Jones    | Ghosts                        | Capitão Isaac Higgintoot      | CBS         |
| 2023 | Leslie Jordan          | Call Me Kat                   | Phil                          | Fox         |
| 2023 | James Marsden          | Dead to Me                    | Steve & Ben Wood              | Netflix     |
| 2023 | Chris Perfetti         | Abbott Elementary             | Jacob Hill                    | ABC         |
| 2023 | Tyler James Williams   | Abbott Elementary             | Gregory Eddie                 | ABC         |
| 2024 | Ebon Moss-Bachrach     | The Bear                      | Richard "Richie" Jerimovich   | FX          |
| 2024 | Henry Winkler          | Barry                         | Gene Cousineau                | HBO         |
| 2024 | James Marsden          | Jury Duty                     | ele próprio                   | Freevee     |
| 2024 | Harrison Ford          | Shrinking                     | Dr. Paul Rhoades              | Apple TV+   |
| 2024 | Phil Dunster           | Ted Lasso                     | Jamie Tartt                   | Apple TV+   |
| 2024 | Harvey Guillén         | What We Do in the Shadows     | Guillermo de la Cruz          | FX          |
| 2025 | Michael Urie           | Shrinking                     | Brian                         | Apple TV+   |
| 2025 | Paul W. Downs          | Hacks                         | Jimmy LuSaque Jr.             | HBO Max     |
| 2025 | Asher Grodman          | Ghosts                        | Trevor Lefkowitz              | CBS         |
| 2025 | Brandon Scott Jones    | Ghosts                        | Capitão Isaac Higgintoot      | CBS         |
| 2025 | Harvey Guillén         | What We Do in the Shadows     | Guillermo de la Cruz          | FX          |
| 2025 | Tyler James Williams   | Abbott Elementary             | Gregory Eddie                 | ABC         |

## Recordistas
Mais vezes venceu
- 2 vezes, cada: Andre Braugher e Henry Winkler

Mais vezes indicado
- 4 indicações: Andre Braugher
- 3 indicações: Tituss Burgess, Ty Burrell, Tony Hale, Danny Pudi e Henry Winkler

Programas mais citados
- 6 indicações: Modern Family
- 4 indicações: Barry, Brooklyn Nine-Nine e Community
- 3 indicações: Parks and Recreation, Silicon Valley, Unbreakable Kimmy Schmidt, Veep e What We Do in the Shadows